# 문포초등학교
문포초등학교는 대한민국 강원도 영월군 북면 영월로 1229 (문곡리)에 있었던 공립 초등학교이다.

## 학교 연혁
- 1964년 2월 15일 문곡국민학교 문포분교장 설립인가
- 1968년 12월 4일 문포국민학교로 승격
- 1996년 3월 1일 문포초등학교로 교명 변경
- 1999년 9월 1일 폐교(영월초등학교로 통폐합)(31회 667명)